# Hanns Bobermin

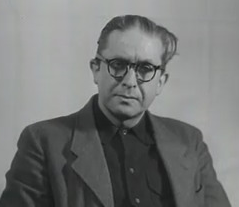
Hanns Bobermin während der Nürnberger Prozesse. Aufnahme von Januar 1947.

Johannes Karl Bernhard Bobermin, genannt Hanns Bobermin (* 1. Oktober 1903 in Boxhagen; † 6. Februar 1960 in Stuttgart-Bad Cannstatt) war ein deutscher Volkswirt, SS-Führer und verurteilter Kriegsverbrecher der Nürnberger Prozesse.

## Leben
Bobermin, Sohn eines Kaufmanns, studierte nach dem 1923 bestandenen Abitur an der Universität Berlin und der Universität Rostock Rechts-, Staats- und Wirtschaftswissenschaften. Seit dem Studium war er Mitglied der Berliner Burschenschaft Saravia. Das Studium schloss Bobermin im Dezember 1926 als Diplom-Volkswirt ab. Danach war er als Angestellter im kaufmännischen Bereich bei mehreren Betrieben tätig. Bobermin promovierte 1930 mit der Dissertation Die Rationalisierung des kaufmännischen Büros im industriellen Großbetriebe und ihre Wirkung auf die Angestellten zum Dr. rer. pol. Ab Januar 1931 war Bobermin Geschäftsführer beim Reichsbund deutscher Volkswirte. Danach übernahm er die gleiche Funktion im Dezember 1933 beim Deutschen Gemeindetag und ab März 1938 bei der Deutschen Städtereklame GmbH. Bobermin heiratete im September 1933 Käthe Ernst.
Bobermin trat zum 1. Mai 1933 der NSDAP bei (Mitgliedsnummer 2.633.234) und gehörte ab 28. September 1933 der SS (SS-Nummer 139.845) an. Ab Frühjahr 1933 gehörte Bobermin SS-Nachrichtentrupps und -sturmbannen an. In der SS erreichte Bobermin im November 1943 den Rang eines SS-Obersturmbannführers der Reserve (Waffen-SS).
Nach Ausbruch des Zweiten Weltkrieges war Bobermin in Frankfurt am Main beim Kriegswirtschaftsamt eingesetzt. Von dort wurde er zum Hauptamt Verwaltung und Wirtschaft versetzt, wo er bis zum Abteilungsleiter der Hauptabteilung III A 4 (Hauptverwaltung des Generaltreuhänders für die Baustoffstätten im Ostraum) aufstieg. Ab Anfang Februar 1942 führte Bobermin diese Tätigkeit im neu gegründeten SS-Wirtschafts- und Verwaltungshauptamt als Leiter des Amts W II (Baustoffwerk und Zementfabriken) in der Amtsgruppe W bis Ende März 1944 fort. Danach wurde Bobermin SS-Wirtschafter in Ungarn beim dortigen Höheren SS- und Polizeiführer Otto Winkelmann.

## Nach Kriegsende
Nach seiner Festnahme wurde Bobermin im Prozess Wirtschafts- und Verwaltungshauptamt der SS mit 17 weiteren Beschuldigten ab dem 13. Januar 1947 vor dem United States Military Tribunal II angeklagt. Bobermin wurde als Leiter des Amts W II im WVHA vorgeworfen, durch seine Funktion maßgeblich zur Organisation und dem Ausbau des Konzentrationslagersystems beigetragen und dadurch die Konzentrationslagerverbrechen mit ermöglicht zu haben. Sein Verteidiger war Hans Gawlik mit dem Assistenten Gerhard Klinnert. Bobermin wurde in den Anklagepunkten Kriegsverbrechen, Verbrechen gegen die Menschlichkeit und der Mitgliedschaft in verbrecherischen Organisationen für schuldig befunden. Bobermin wurde am 3. November 1947 zu zwanzig Jahren Haft verurteilt, die Haftstrafe wurde später auf fünfzehn Jahre Haft reduziert. Nach teilweiser Haftverbüßung wurde er am 1. Februar 1951 aus dem Kriegsverbrechergefängnis Landsberg entlassen. Bobermin war danach in leitender Funktion bei süddeutschen Unternehmen angestellt und lebte später in Stuttgart. Die Stuttgarter Zeitung berichtete am 9. Februar 1960 vom Tode Bobermins.